# Zavidovići
Zavidovići su grad u Bosni i Hercegovini. Nalazi se u Zeničko-dobojskoj županiji, 42 kilometra sjeverno od Zenice.

## Zemljopis
Zavidovići se nalaze u središnjem dijelu Bosne i Hercegovine, između Doboja i Zenice, istočno od Žepča. Leži na rijekama Bosni, Krivaji i Gostoviću. Nalazi se na 44,27 stupnjeva sjeverne zemljopisne širine i 18,10 istočne zemljopisne dužine, na nadmorskoj visini od 210 metara. Klima je umjereno-kontinentalna s prosječniom godišnjom temperaturom 7 – 10 stupnjeva Celzijusa, s dobro raspoređenim oborinama od oko 800 mm i s 1630 sunčanih sati godišnje.[nedostaje izvor]
Administrativno je dio Zeničko-dobojske županije, Federacija Bosne i Hercegovine.

## Stanovništvo

### Popisi 1971. – 1991.
| Stanovništvo općine Zavidovići |                  |                  |                  |
| godina popisa                  | 1991.            | 1981.            | 1971.            |
| Muslimani                      | 34.198 (59,82 %) | 29.289 (56,47 %) | 24.803 (56,34 %) |
| Srbi                           | 11.640 (20,36 %) | 11.202 (21,60 %) | 11.031 (25,06 %) |
| Hrvati                         | 7576 (13,25 %)   | 7451 (14,36 %)   | 7457 (16,94 %)   |
| Jugoslaveni                    | 2726 (4,76 %)    | 3088 (5,95 %)    | 353 (0,80 %)     |
| ostali i nepoznato             | 1024 (1,79 %)    | 831 (1,60 %)     | 374 (0,84 %)     |
| ukupno                         | 57.164           | 51.861           | 44.018           |

#### Zavidovići (naseljeno mjesto), nacionalni sastav
| Zavidovići         |                |                |                |
| godina popisa      | 1991.          | 1981.          | 1971.          |
| Muslimani          | 5029 (38,84 %) | 3788 (33,10 %) | 3803 (40,60 %) |
| Srbi               | 3137 (24,22 %) | 2538 (22,17 %) | 2624 (28,01 %) |
| Hrvati             | 1827 (14,11 %) | 2056 (17,96 %) | 2441 (26,06 %) |
| Jugoslaveni        | 2228 (17,20 %) | 2550 (22,28 %) | 284 (3,03 %)   |
| ostali i nepoznato | 672 (5,19 %)   | 512 (4,47 %)   | 214 (2,28 %)   |
| ukupno             | 12.947         | 11.444         | 9366           |

### Popis 2013.
| Stanovništvo općine Zavidovići |                  |
| godina popisa                  | 2013.            |
| Bošnjaci                       | 32.735 (90,96 %) |
| Hrvati                         | 1204 (3,35 %)    |
| Srbi                           | 573 (1,59 %)     |
| ostali i nepoznato             | 1476 (4,10 %)    |
| ukupno                         | 35.988           |

| Zavidovići – naseljeno mjesto |                |
| godina popisa                 | 2013.          |
| Bošnjaci                      | 6351 (77,70 %) |
| Hrvati                        | 691 (8,45 %)   |
| Srbi                          | 287 (3,51 %)   |
| ostali i nepoznato            | 845 (10,34 %)  |
| ukupno                        | 8174           |

## Naseljena mjesta
Općinu Zavidovići sačinjavaju sljedeća naseljena mjesta:
Alići, 
Bajvati, 
Biljačići, 
Borovnica, 
Crnjevo, 
Čardak, 
Činovići, 
Dištica, 
Dolac, 
Dolina, 
Donja Lovnica, 
Donji Junuzovići, 
Dragovac, 
Dubravica, 
Džebe, 
Gare, 
Gornje Selo, 
Gornji Junuzovići, 
Gostovići, 
Hajderovići, 
Hrge, 
Kamenica, 
Karačić, 
Krivaja, 
Kućice, 
Lijevča,  
Mahoje, 
Majdan, 
Miljevići, 
Mitrovići, 
Mustajbašići, 
Osječani, 
Perovići, 
Podvolujak, 
Potkleče, 
Predražići, 
Priluk, 
Ribnica Dio, 
Ridžali, 
Rujnica, 
Skroze, 
Suha, 
Svinjašnica, 
Vozuća, Vikovići,
Vukmanovići, 
Vukovine i 
Zavidovići.
Poslije potpisivanja Daytonskog mirovnog sporazuma, općina Zavidovići ušla je u sastav Federacije BiH. Naseljena mjesta Brankovići, Debelo Brdo, Donji Lug, Gornja Lovnica, Gornji Lug, Osova, Vinište i Vrbica su 2001. godine pripala općini Žepče.

## Gospodarstvo
U Zavidovićima je zastupljena drvna industrija, proizvodi se namještaj, ljepljene drvne konstrukcije te montažne kuće.

## Poznate osobe
- Malkica Dugeč, hrvatska književnica
- Safet Sušić, nogometaš
- Mervan Pašić, profesor matematike na zagrebačkom Fakultetu Elektrotehnike i Računarstva i jedan od najmlađih doktora znanosti iz područja matematike u bivšoj i sadašnjoj državi.
- Mladen Bartolović, nogometaš, reprezentativac BiH
- Venio Losert, rukometni vratar
- Karlo Kiseli, hrvatski književnik

## Obrazovanje
Zavidovići imaju pet osnovnih škola (1-9 razred) od kojih su 2 u samom gradu. U gradu također imaju tri srednje škole: gimnazija, tehnička i mješovita.

## Šport
- RK Krivaja Zavidovići, rukometni klub
- NK Krivaja Zavidovići, nogometni klub

## Vanjske poveznice
- Službene stranice općine Zavidovići
- zdici.info - lokalni portal  Arhivirana inačica izvorne stranice od 26. veljače 2015. (Wayback Machine)